# 柴山平和
柴山 平和（しばやま ひらかず、5月21日 - ）は、日本の男性声優、ナレーター。秋田県出身。
以前はアスクマネージメント、シグマ・セブンに所属していた。テレビ朝日アスク声優科卒業。

## 出演作品

### テレビアニメ
2003年
- アストロボーイ・鉄腕アトム（エディ、エミール博士、ダッタン、ママー、サイクロプス 他）
- 宇宙のステルヴィア（整備員）
- 時空冒険記ゼントリックス（ダーク03）

2005年
- アストロボーイ・鉄腕アトム（パッパ、ハンス）
- IGPX（工員A）
- いちご100%（西野の父）
- BLACK CAT（諜報員、トルネオ配下、兵士）

2006年
- IGPX（評論家A、スポンサー）
- ザ・サード 〜蒼い瞳の少女〜（店主2、洞窟の商人、ワームホールドライヴァ）

2007年
- REIDEEN（浅野政務官、アナウンサー、カメラマン、刑事B、栞の父、通信士、漁師A）
- 湾岸ミッドナイト（木村）

2010年
- アイアンマン（TV内レポーター）

2012年
- ちはやふる（詠み手、男性アナウンサー）

### OVA
2002年
- マクロス ゼロ（オペレーターB、スカル・フォー、村人A）

2003年
- 新・北斗の拳

2004年
- ナースウィッチ小麦ちゃんマジカルてZ（映像オタク）

### 劇場アニメ
2006年
- まじめにふまじめ かいけつゾロリ なぞのお宝大さくせん（石像ロボ）

### 吹き替え
- イヴのすべて
- エラゴン
- 13デイズ
- ロンゲスト・ヤード
- 7月4日に生まれて
- 続・激突!/カージャック
- ダイノトピア
- デイ・アフター・トゥモロー
- ドミノ
- トム・ベンジャーIN処刑岬
- パイレーツ・オブ・カリビアン/呪われた海賊たち
- ヒロイック・デュオ 英雄捜査線
- マルコム in the Middle
- ミステリー・ゾーン
- ラッキー・ブレイク
- ワイルドスピードX2

### 吹き替え（アニメ）
- X-メン
- キム・ポッシブル

### ナレーション
- サタデースクランブル
- サンデースクランブル
- シネマ080
- スパイゾルゲ 特集
- 草月流・花アベニュー
- 峰竜太のナッ得!ニッポン
- ワイド!スクランブル